# Yusuf Saad Kamel
Yusuf Saad Kamel, parfois francisé en Youssef, né Gregory Konchellah à Narok au Kenya le 29 mars 1983, est un athlète spécialiste du 800 m et du 1 500 m, représentant Bahreïn depuis 2003.

## Carrière
Le 20 août 2009, il remporte la finale du 1 500 m des Championnats du monde de Berlin avec le temps de 3 min 35 s 93, devançant l'Éthiopien Deresse Mekonnen et l'Américain Bernard Lagat. Puis trois jours plus tard, il obtient la médaille de bronze, cette fois sur 800 m, en 1 min 45 s 35.
Il détient les records d'Asie du 800 m (1 min 42 s 70, obtenu à Monaco le 29 juillet 2008) et du 1 000 m (2 min 14 s 72 obtenu à Stockholm le 22 juillet 2008) ainsi que le record d'Asie en salle du 800 m (1 min 45 s 26, obtenu à Valence le 9 mars 2008.
Selon Athletics 2009 , il chercherait depuis à rentrer au Kenya et à retrouver son nom d'origine.
Il est le fils de Billy Konchellah, double champion du monde du 800 m.

## Palmarès
| Date | Compétition                    | Lieu          | Résultat | Épreuve | Temps         |
| ---- | ------------------------------ | ------------- | -------- | ------- | ------------- |
| 2004 | Championnats d'Asie en salle   | Téhéran       | 3e       | 800 m   | 1 min 48 s 89 |
| 2004 | Finale mondiale                | Monaco        | 1er      | 800 m   | 1 min 45 s 91 |
| 2004 | Jeux panarabes                 | Alger         | 1er      | 800 m   | 1 min 46 s 12 |
| 2005 | Finale mondiale                | Monaco        | 2e       | 800 m   | 1 min 47 s 13 |
| 2007 | Finale mondiale                | Stuttgart     | 1er      | 800 m   | 1 min 45 s 61 |
| 2008 | Championnats du monde en salle | Valence       | 3e       | 800 m   | 1 min 45 s 26 |
| 2008 | Jeux olympiques                | Pékin         | 5e       | 800 m   | 1 min 44 s 95 |
| 2008 | Finale mondiale                | Stuttgart     | 3e       | 800 m   | 1 min 49 s 40 |
| 2008 | Finale mondiale                | Stuttgart     | 3e       | 1 500 m | 3 min 38 s 50 |
| 2009 | Championnats du monde          | Berlin        | 3e       | 800 m   | 1 min 45 s 35 |
| 2009 | Championnats du monde          | Berlin        | 1er      | 1 500 m | 3 min 35 s 93 |
| 2009 | Finale mondiale                | Thessalonique | 4e       | 1 500 m | 3 min 36 s 11 |

### Records
| Épreuve | Épreuve   | Performance   | Lieu    | Date            |
| ------- | --------- | ------------- | ------- | --------------- |
| 800 m   | Plein air | 1 min 42 s 79 | Monaco  | 29 juillet 2008 |
| 800 m   | Salle     | 1 min 45 s 26 | Valence | 9 mars 2008     |
| 1 500 m | Plein air | 3 min 31 s 56 | Monaco  | 29 juillet 2008 |
| 1 500 m | Salle     | 3 min 40 s 28 | Valence | 9 février 2008  |